# Mykołajiw (obwód chmielnicki)
Mykołajiw (ukr. Миколаїв) – wieś na Ukrainie, w obwodzie chmielnickim, w rejonie chmielnickim, nad Bużokiem. W 2001 roku liczyła 373 mieszkańców.